# Debrecen tömegközlekedése
Debrecen tömegközlekedéséről az önkormányzati tulajdonú DKV Zrt. gondoskodik. A cég 2009. július 1-jén vette át teljesen a város tömegközlekedésének üzemeltetését; addig csak a villamos- és trolibuszüzemet működtette, míg az autóbuszközlekedésről a megye buszközlekedését ellátó Hajdú Volán gondoskodott. A DKV 2 villamos-, 5 trolibusz- és 60 autóbuszjáratot üzemeltet Debrecenben. 2014-ben vette át az Auchan járatok üzemeltetését is.

## Közúti vasút

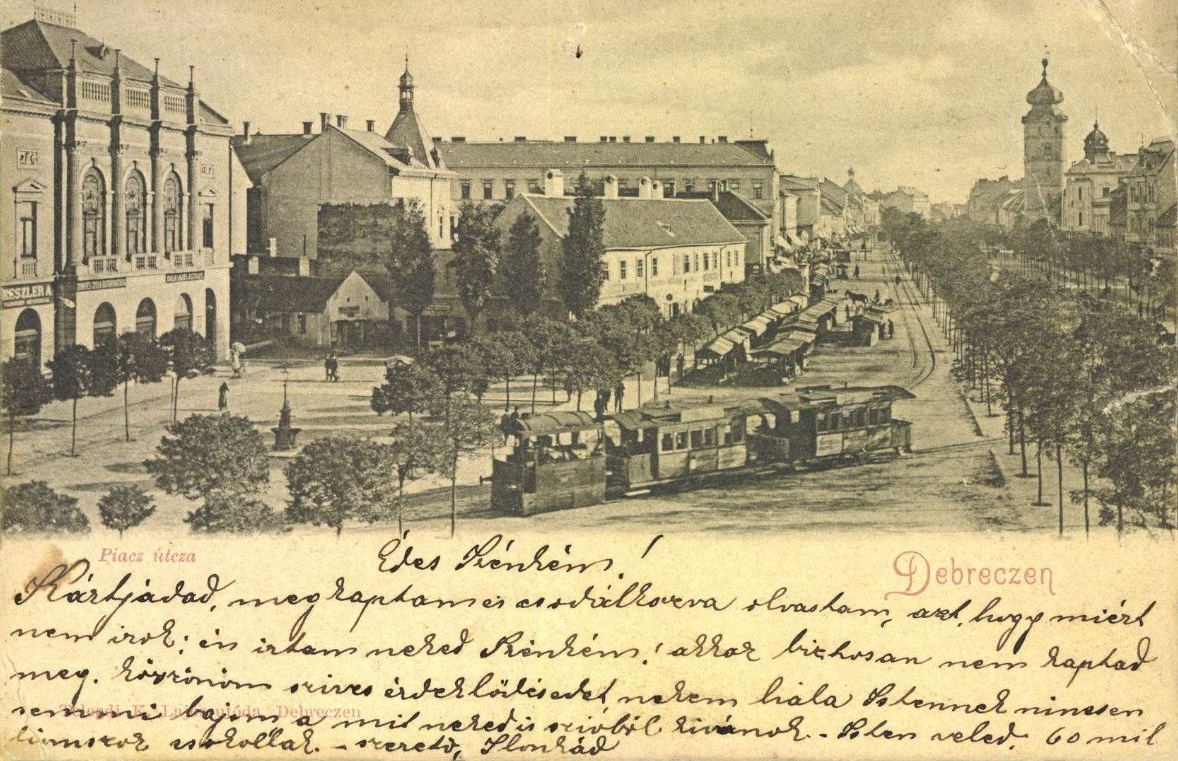
A Piac utca látképe a századfordulón gőzmozdonnyal (képeslap)

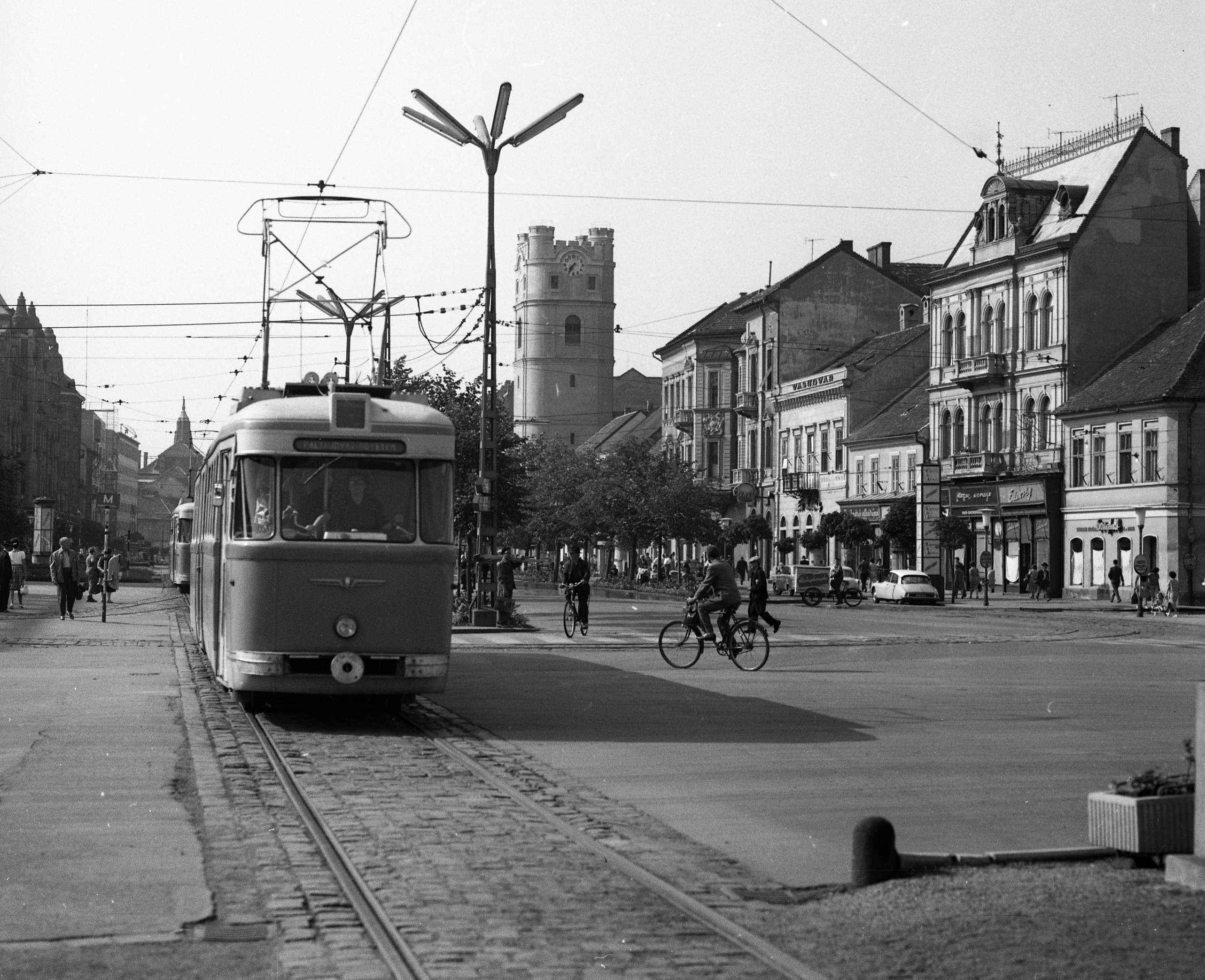
A Piac utca 1964-ben, még Bengáli villamosokkal

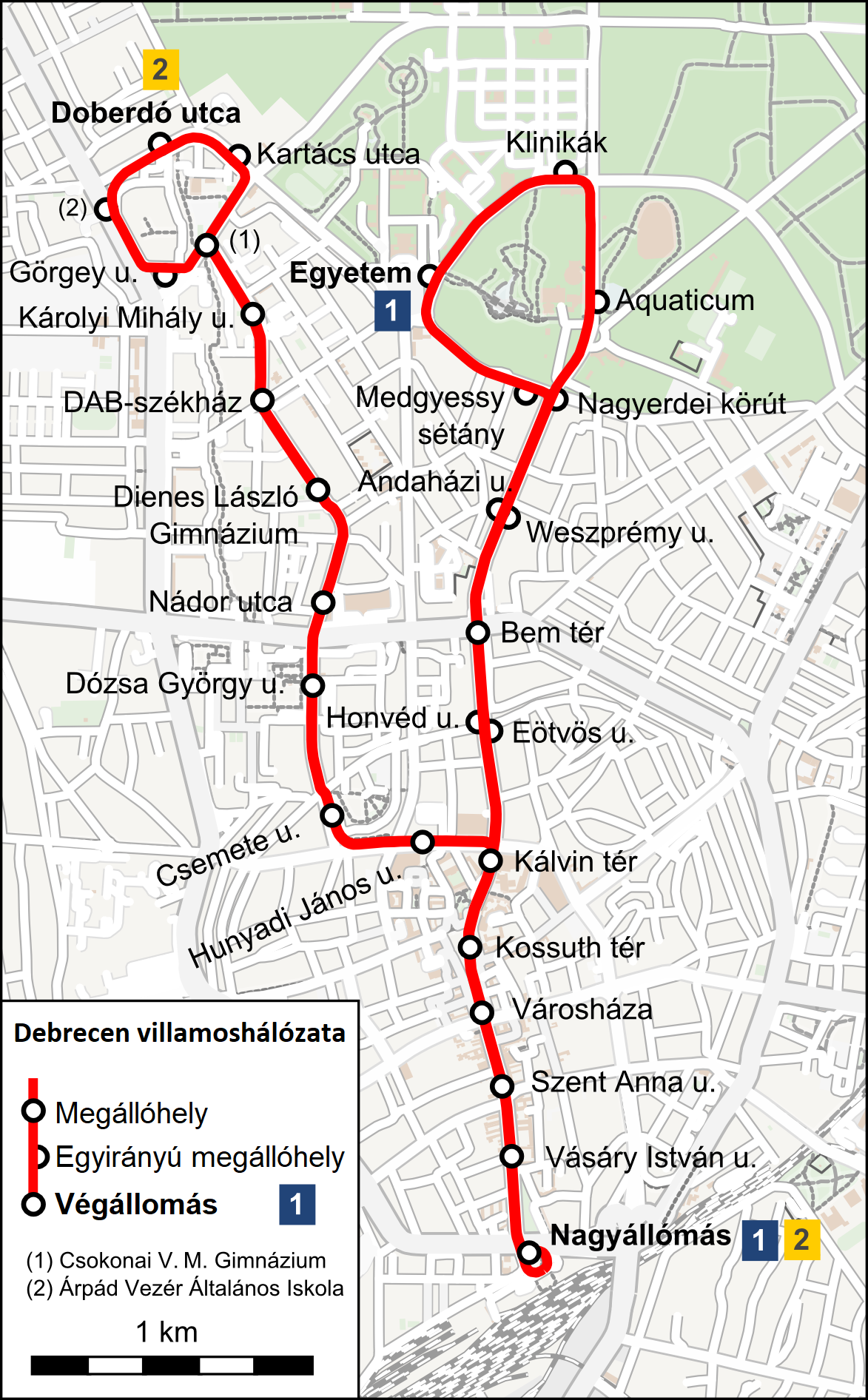
Debrecen jelenlegi villamosvonalai

A debreceni közúti vasút története 1880-ban kezdődött, a város rendezési tervében ekkor bukkant fel először egy lóvontatású, keskeny nyomtávú vasút vonala. A rohamosan fejlődő város ezzel a vonallal kívánta megoldani a belső személy és teherforgalom elvezetését, elsősorban a mai Malompark közelében állt István Gőzmalomét. Hosszas tárgyalások után a város Lehmann Józseffel kötött szerződést a vonal megépítésére, melyen a személyforgalom a Pályaudvar és a Gyógyfürdő között 1884. október 2-án indult meg, gőzvontatás segítségével. Az időközben Debreczeni Helyi Vasút Rt. (DHV) nevet felvett cég kötelezettséget vállalt a Kisállomásra (mai Segner tér) vezető vonal kiépítésére is, de végül azt Balla Mihály építette meg, a Hatvan utcán keresztül, a Baromvásártérig (a mai Böszörményi úton) A vonal 1888. október 7-étől üzemelt, lóvontatással.
A hálózat további fejlődését az 1896. szeptember 19-én megnyílt Kossuth utca – Attila tér – Dohánybeváltó vonal jelentette, a Hatvan utcai vonalhoz hasonlóan szintén lóvontatással.
A növekvő utazási igényeknek köszönhetően 1906-ban a Debreczen–Hajdúsámsoni HÉV megindította forgalmát a Kisállomástól a mai Böszörményi és Füredi úton át Pallagra és Hajdúsámsonba. A mai Bem tértől északra a hév és a közúti vasút közös nyomvonalon haladt, de a növekvő forgalom miatt 1910-ben megépült a helyiérdekű vasút várost elkerülő nyomvonala a mai Botanikus kert és Klinikák területén.
Az első villamos 1911. március 16-án indult meg, a Csapó utcai vonalon, melynek végállomása a Sámsoni útnál, a Tüzérlaktanya kapujánál volt. 1912-ben további hálózatbővítés történt a Kossuth utcai vonalon, a MÁV nyíregyházi fővonala felett létesített felüljáró segítségével a szerelvények a Közvágóhídig közlekedtek. A hálózat nagysága ekkor 12,3 km volt.
A két világháború között a közúti vasút fejlődése Debrecenben töretlen volt. A DHV villamosította az időközben Nyírbátorig meghosszabbított Hév vonalát a nagyerdei végállomás és Pallag között, 1924-től villamosjáratot létesítve a Pallagon megnyílt Gazdasági Akadémiához. 1925-ben szárnyvonal létesült az egyetem központi épületéhez, majd 1927-ben megépült a ma is létező nagyerdei hurok. A Csapó utcai vonal 1934-ben a Köztemető 1-es kapujáig, majd 1939-ben a főkapujáig hosszabbodott. 1943-ban a baromvásártéri vonalat Nyulasig hosszabbították. A háború kitörésekor már több mint 10 viszonylat közlekedett a városban.
A közúti vasutakat üzemeltető cégeket 1950-ben államosították, majd összevonásukkal megalakult Debreceni Villamosvasút Községi Vállalat, amely később a Debreceni Villamosvasút Vállalat nevet vette fel. 1956-ban beindították a szintén államosított HÉV nyomvonalán a Nagyállomás és Kisállomás között közlekedő 2-es viszonylatot, ez azonban az alacsony kihasználtság miatt hamar megszűnt. Ekkor a vágányhossz: 21,4 km volt. 1969-ben a DKV járművei 47 429 000 utast szállítottak.
1957-ben a céget Debreceni Közlekedési Vállalatra nevezték át. A viszonylatok ekkor az alábbiak voltak:
| Szám | Útvonal                      |
| ---- | ---------------------------- |
| 1    | Pályaudvar – Nagyerdő        |
| 3    | Gyógyfürdő – Pallag          |
| 4    | Megyei Tanács – Vágóhíd      |
| 5    | Hatvan utca – Nyulas         |
| 6    | Arany Bika – Köztemető       |
| 7    | Gyógyfürdő – Tüdőszanatórium |

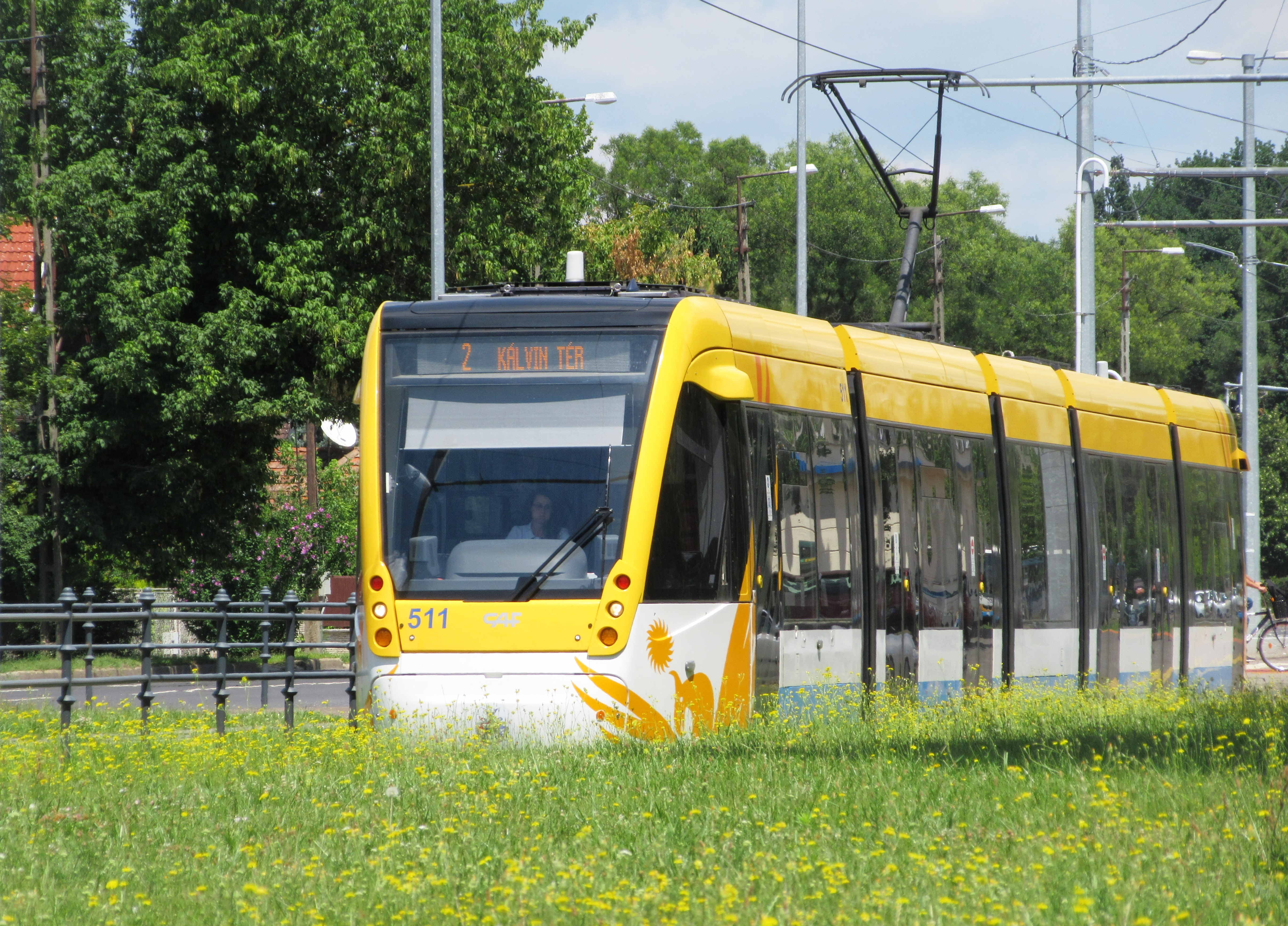
CAF villamos a 2014-ben megnyílt 2-es vonalon

Bár az utaslétszám a második világháború utáni évtizedekben intenzíven nőtt, az 1968-as közlekedéspolitika koncepciónak megfelelően Debrecen egyvágányú villamosvonalait is felszámolták. 1970-ben megszűnt a pallagi és a tüdőszanatóriumi vonal, 1971-ben a köztemetői, 1973-ban a nyulasi, s utolsó mellékvonalként 1975-ben a vágóhídi vonal is. A város közúti vasúti hálózata ettől kezdve évtizedekig egyetlen vonalból állt, mely az 1-es jelzést viselte. Az egyetlen vonalon az 1990-es években elkezdődött a járműpark korszerűsítése, melynek keretében 1997-ig összesen 11 darab KCSV6 típusú járművet sikerült forgalomba állítani, és ezáltal a Bengáli villamosok számát visszaszorítani.
Hosszú éveken át terveztek egy új villamos vonalat, amely a 31-es és a 32-es buszokat váltaná ki. Végül az elképzelés megvalósult és elkészült a 2-es villamos, amely összeköti a vénkerti és újkerti lakótelepet, a Nagyállomást és a Doberdó utcát a Dózsa György út – Thomas Mann u. tengelyen. Az Európai Unió 2008 decemberében jóváhagyta a vonal megvalósítására irányuló nagyprojektet. Az első kapavágás 2010. szeptember 15-én volt. A vonalon 2014. február 26-án indult el a menetrend szerinti közlekedés, azóta a város villamoshálózata 2 vonalból áll, melyeken menetrend szerint KCSV6 és CAF Urbos 3 típusú járművek közlekednek.

## Debrecen–Nyírbátori HÉV
1906-ban indult el a hév a Debrecen – Nyírbátor útvonalon. 1910-ig a városon keresztül haladt, 1910-től pedig a Böszörményi úton haladt. 1950-ben a HÉV-ből vasút lett és Debrecent már keletről kerülte meg.

## Trolibuszközlekedés

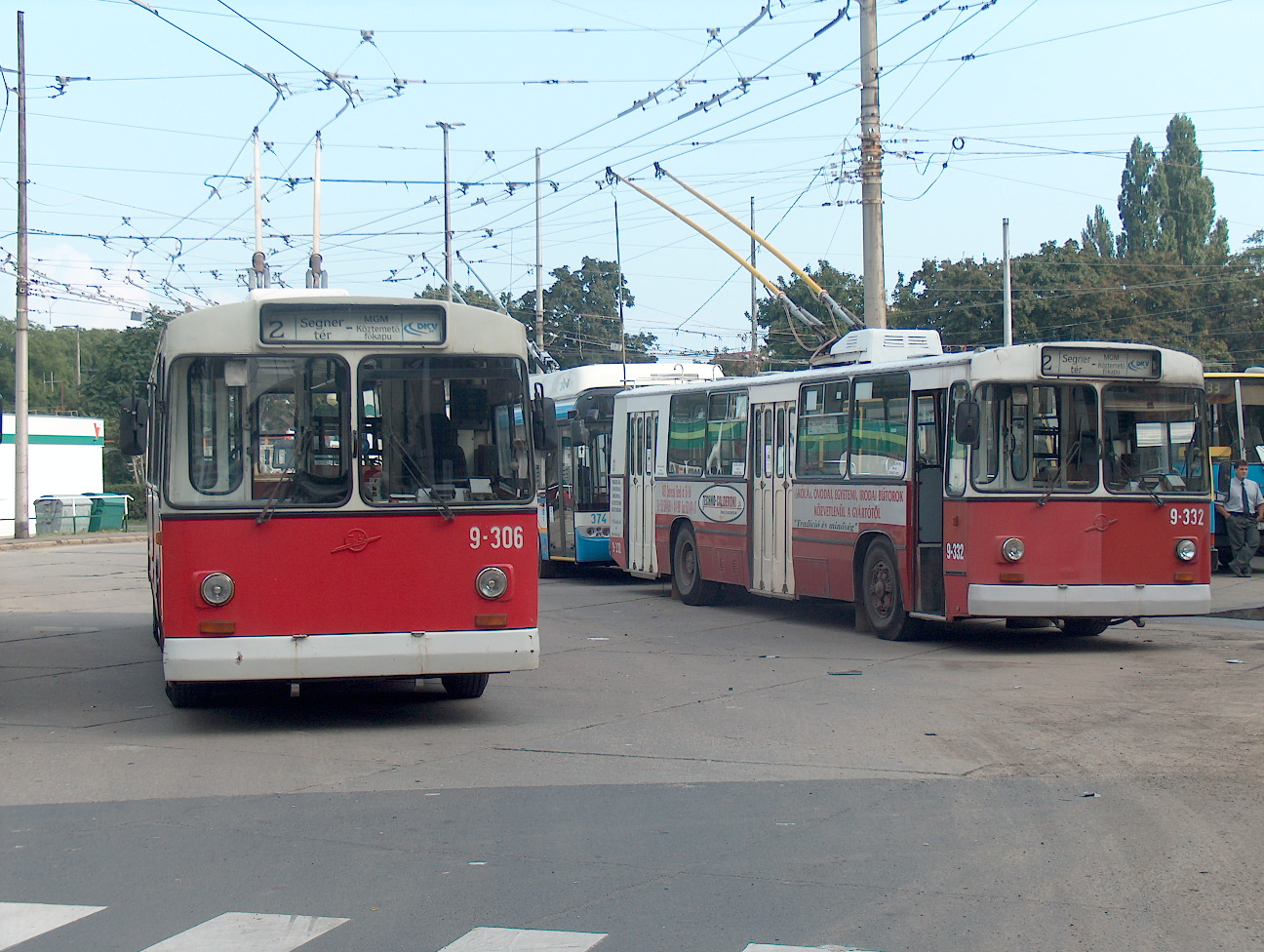
A forgalom az ilyen ZiU–9 típusú járművekkel indult el

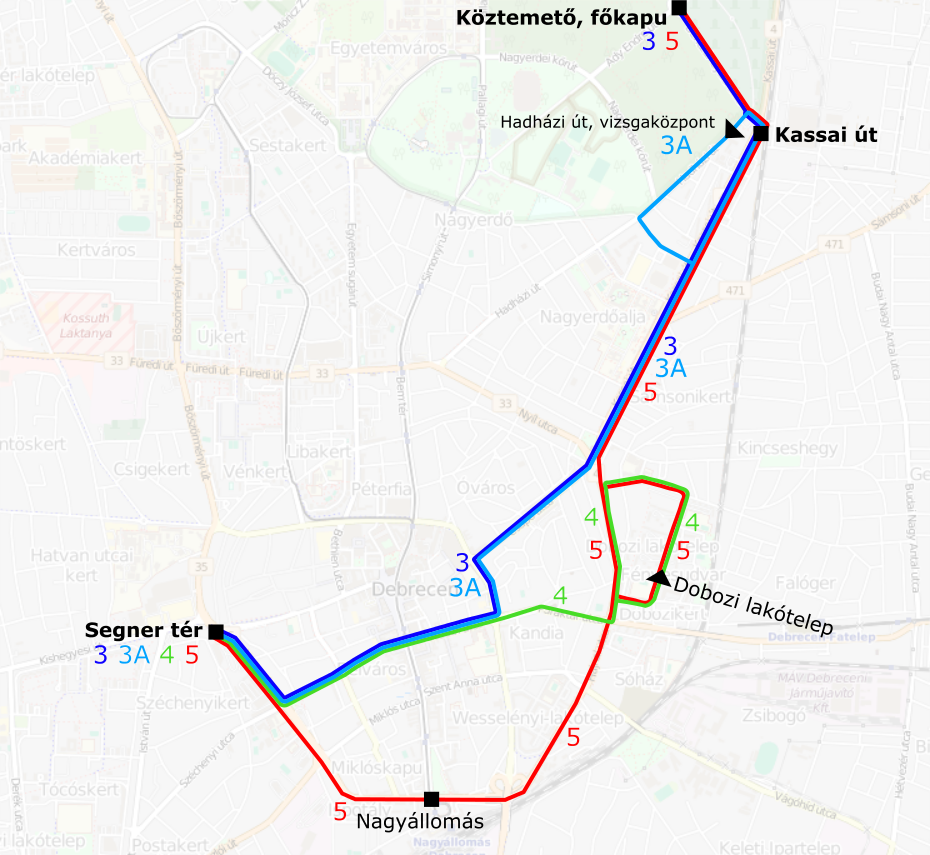
A város jelenlegi trolibuszvonalai

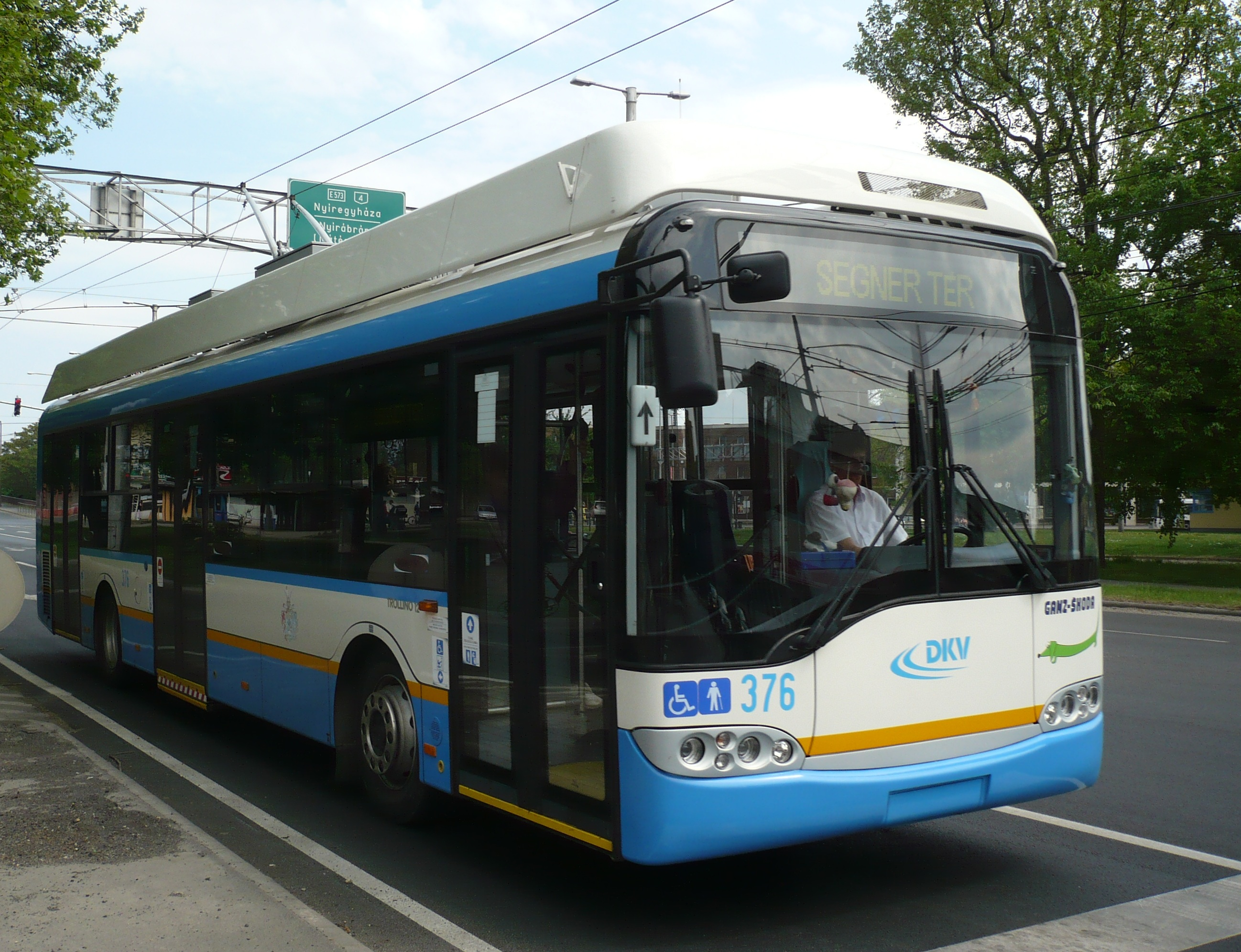
Modern, alacsonypadlós trolibusz

Az első debreceni trolibuszvonal kiépítését 1978. december 31-ei határidővel tervezték a megszűnt 6-os villamos vonalán, azonban a telephelytől való távolsága miatt ezt a vonalat elvetették, az ugyanekkor kigondolt Segner tér–MGM vonal viszont zöld utat kapott. A fejlesztési tervek összehangolása miatt az első debreceni trolibuszvonal végül 1985. július 2-án indult meg, a mai 2-es viszonylat vonalán. A 3-as viszonylat ot 1988-ban adták át, majd a 1995-ben a 4A viszonylaton is megindult a forgalom. Ezzel az átadással máig be is fejeződött a trolibuszhálózat kiépítése.
Az elsőnek a városba érkező ZiU–9 típusú trolibuszokat a Szovjetunióban gyártották, 1985-től harminchetet helyeztek forgalomba belőlük 301–337 pályaszámokkal. Ezen felül további öt darab csuklós Ikarus 280T trolibuszt is vásárolt a város, melyek 1991-ben állították forgalomba.
Már a kezdetekben tervben volt a jelenleg is működő közös troli végállomást, a Segner teret felváltani egy kintebb fekvő végállomással, és ezáltal a Tócó lakótelepet bekötni a közlekedésbe, ám az átadáskor még akadályt jelentett, hogy a Segner térnél futott a Debrecen–Füzesabony-vasútvonal, amit felsővezetékkel nem tudtak keresztezni. Ugyan a vasútvonalat már áthelyezték, de a trolihálózat meghosszabbítása mind máig nem történt meg.
2005 és 2007 között a meglévő hálózaton modernizálták a járműparkot, és sikerült a régi ZiU troliknak a számát jelentősen visszaszorítani, jelenleg már a Ganz-Solaris, valamint Ganz-Škoda-Solaris trolibuszokon kívül egy darab MAZ gyártmányú, valamint három darab Ikarus 280T típusú jármű közlekedik.
A dízel aggregátorral is felszerelt járműveknek köszönhetően tudott elindulni a már megszüntetett 3E jelzésű trolibusz, amely részben felsővezeték nélküli szakaszon is közlekedett. Jelenleg a 3A vonalon használják ki a trolik önjáró tulajdonságát, hiszen a Kassai út és Laktanya utca között a járatok a felsővezetékkel nem ellátott Hadházi úton közlekednek.

## Autóbuszközlekedés

### Helyi autóbusz-közlekedés

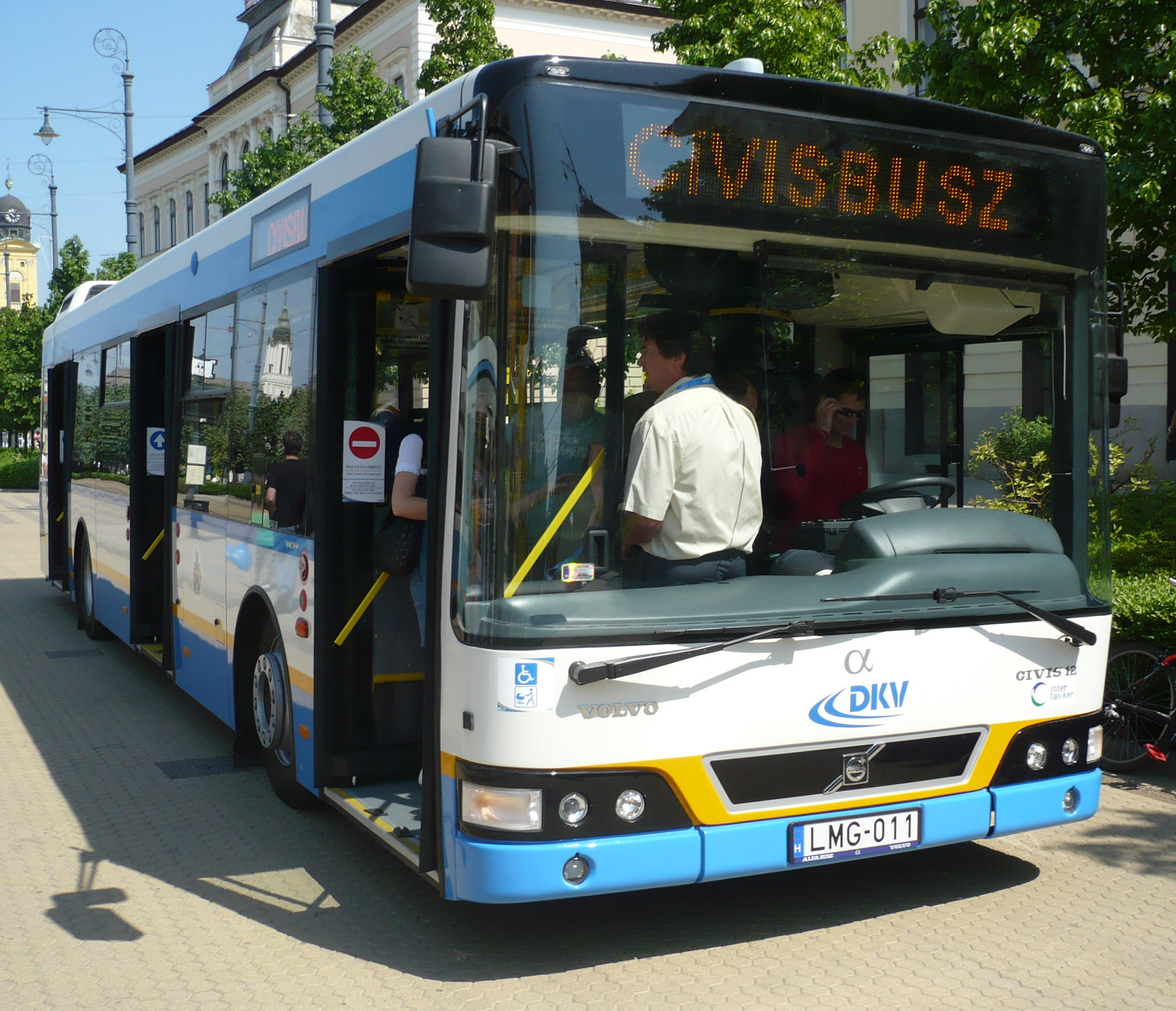
Alfa Cívis 12 típusú szólóbusz

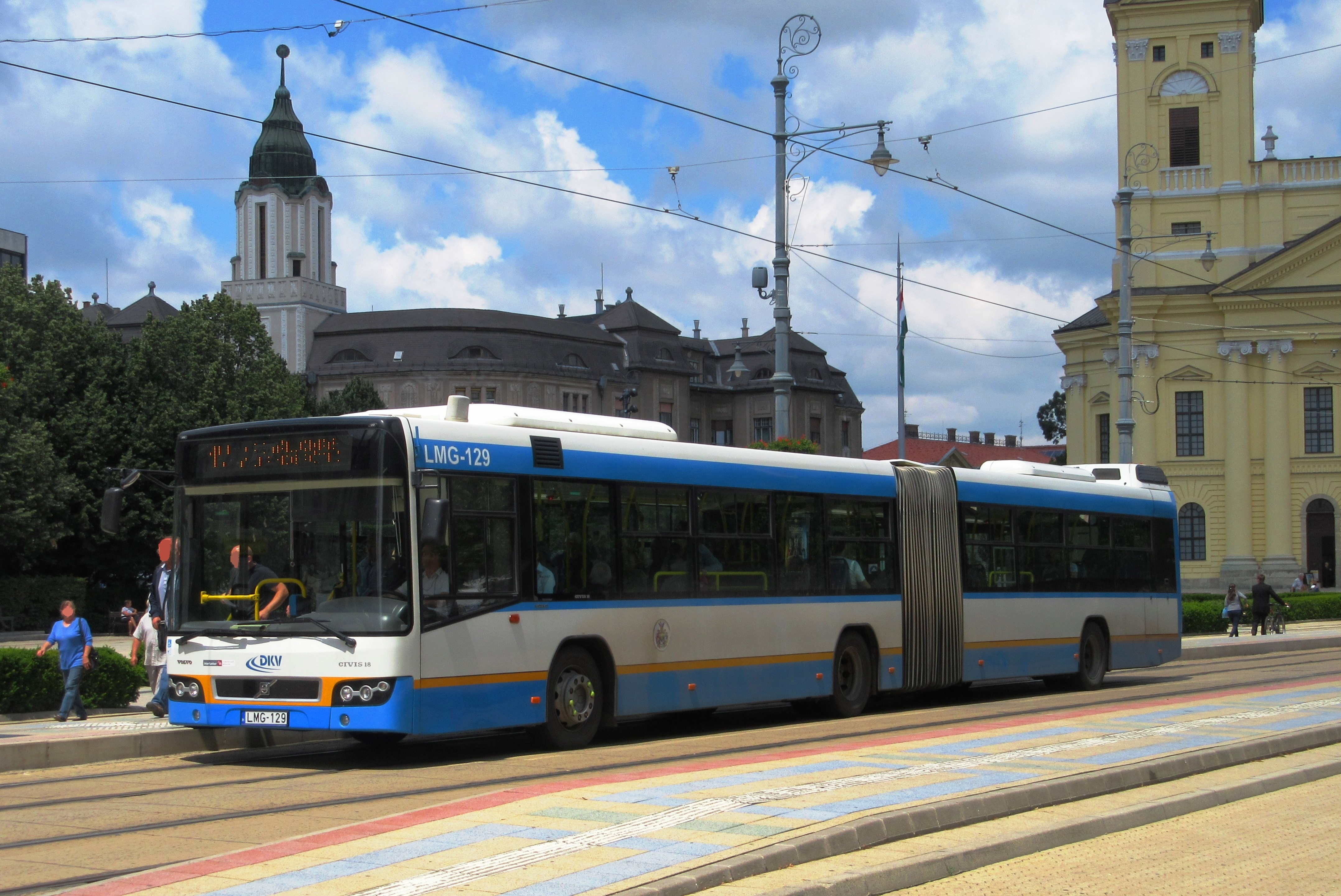
Alfa Cívis 18 típusú csuklós autóbusz

A Debreceni helyi buszközlekedést 2009-ig a Hajdú Volán látta el, a szolgáltatóváltás óta a debreceni buszhálózatot az önkormányzati tulajdonú DKV Debreceni Közlekedési Zrt. üzemelteti konzorciumban az Inter Tan-Ker Zrt.-vel.
A váltással a régi szolgáltató igen vegyes járműparkja is lecserélődött, és került Debrecenbe 100 darab Alfa Cívis 12 típusú szólóbusz, valamint 40 darab Alfa Cívis 18 típusú csuklós jármű. A 2-es villamos elindulásával 2014-ben 15 darab szólóbuszt elvittek Budapestre, (LMG-002, 017, 024, 032, 049, 064, 070, 072, 074, 075, 077, 080, 081, 090, 094 (később PCG-504), 095, 095) így a városban közlekedő járművek száma lecsökkent 125 darabra. 

A megkötött szerződést 2018-ban módosították, és ezzel lehetővé vált a 125 darabos autóbuszflotta bővítése, öt új csuklós Mercedes busz mellett forgalomba veszik az ITK Reform típusú prototípus járművet is teszt jelleggel.
Ugyancsak 2018-hoz köthető, hogy a Debreceni Regionális Közlekedési Egyesület javaslatára a DKV garázsmeneteinek és szolgálati járatainak egy része az utazóközönségnek is nyilvánosak lettek, és ezzel elindult a város történetében első rendszeres éjszakai hálózat.

### Gáspár György-kert
A Debrecenhez tartozó Gáspár György-kertbe egy a helyi buszközlekedéstől elkülönített járat közlekedik. A kértségben nincsen aszfaltozott utca, ami nagyban megnehezíti a buszok üzemeltetését. A szolgáltatók az évek során többször változtak. A DKV csak 2018 nyarán és szeptemberében vette át ideiglenesen a vonalat, ezt leszámítva mindig magáncég közlekedett itt. A jelenlegi szolgáltató 2018. október 1-e óta a Transit 2000 Kft.

### Helyközi autóbusz-közlekedés
Az egykori Hajdú Volán a 6. Számú Volán jogutódja. 1949-ben alapították a MÁVAUT Autóbuszközlekedési Nemzeti Vállalatot, melyhez tartozott. A Volánbusz biztosítja Hajdúszoboszló, Nyíradony, Püspökladány, Berettyóújfalu és Hajdúböszörmény helyi közlekedését valamint a megye vidéki közlekedését (90 település és 13 lakott külterület). 350, többnyire Ikarus típusú autóbuszából körülbelül 170-et Debrecen autóbusz-viszonylatain üzemeltetett.

## Viszonylatok
| 1 | Nagyállomás – Egyetem – Nagyállomás      | 38 perc | 4.40–23.32 |  |
| 2 | Nagyállomás – Doberdó utca – Nagyállomás | 44 perc | 3.24–0.19  |  |

| 3  | Segner tér – Köztemető, főkapu/Kassai út                     | 21 perc oda, 21 vissza | 4.20 – 22.55 | Belvároson keresztül. A járatok a köztemető nyitvatartási idején kívül, a Kassai útig közlekednek 3-as jelzéssel |
| 4  | Segner tér – Dobozi ltp. – Segner tér (belvároson keresztül) | 26 perc                | 4.35 – 22.40 | Körjárat – hétvégente nem közlekedik                                                                             |
| 5  | Segner tér – Köztemető, főkapu                               | 27 perc oda, 24 vissza | 5.48 – 19.45 | Nagyállomáson keresztül                                                                                          |
| 5A | Segner tér – Kassai út                                       | 23 perc oda, 22 vissza | 4.05 – 23.20 | Nagyállomáson keresztül                                                                                          |

| Autóbuszok         | Autóbuszok                                                      | Autóbuszok             | Autóbuszok             | Autóbuszok | Autóbuszok | Autóbuszok | Autóbuszok | Autóbuszok | Autóbuszok |
| Járatszám          | Végállomások                                                    | Menetidő               | Üzemidő                | Megjegyzés |            |            |            |            |            |
| ------------------ | --------------------------------------------------------------- | ---------------------- | ---------------------- | --- | ---------- | ---------- | ---------- | ---------- | ---------- |
| 10                 | Nagyállomás – Rugó utca                                         | 35 perc oda, 37 vissza | 05:20–22:30            | Gerincvonal |            |            |            |            |            |
| 10A                | Nagyállomás → Doberdó utca                                      | 27 perc                | 14:00–23:35            | Gerincvonal, csak a Doberdó utca felé közlekedik |            |            |            |            |            |
| 10Y                | Nagyállomás – TEVA Gyógyszergyár – Rugó utca                    | 37 perc oda, 39 vissza | 05:05–22:02            | Gerincvonal |            |            |            |            |            |
| 11                 | Segner tér – Borzán Gáspár utca                                 | 30 perc oda, 33 vissza | 04:29–23:21            | |            |            |            |            |            |
| 12                 | Vincellér utca – TEVA Gyógyszergyár – Klinikai Központ Auguszta | 28 perc oda, 25 vissza | 04:30–22:13            | |            |            |            |            |            |
| 13                 | Segner tér – Pallag                                             | 23 perc oda, 23 vissza | 04:32–23:04            | |            |            |            |            |            |
| 13A                | Doberdó utca – Pallag                                           | 23 perc oda, 23 vissza | 04:32–23:04            | |            |            |            |            |            |
| 14                 | Nagyállomás – Rugó utca                                         | 24 perc oda, 25 vissza | 04:25–22:35            | |            |            |            |            |            |
| 14I                | Nagyállomás – Rugó utca                                         | 23 perc oda, 23 vissza | 04:32–23:04            | |            |            |            |            |            |
| 15                 | Doberdó utca – Széna tér                                        | 39 perc oda, 36 vissza | 04:32–23:03            | |            |            |            |            |            |
| 15Y                | Doberdó utca – Bayk András utca                                 | 38 perc oda, 36 vissza | 04:58–22:42            | |            |            |            |            |            |
| 16                 | Nagyállomás – TEVA Gyógyszergyár                                | 18 perc oda, 20 vissza | 05:15–22:10            | |            |            |            |            |            |
| 17                 | Segner tér – Ondód                                              | 20 perc oda, 20 vissza | 04:20–23:08            | |            |            |            |            |            |
| 17A                | Segner tér – Műanyaggyár                                        | 12 perc oda, 12 vissza | 05:30–22:15            | |            |            |            |            |            |
| 18                 | Nagyállomás – Széna tér                                         | 14 perc oda, 15 vissza | 04:42–22:15            | |            |            |            |            |            |
| 18Y                | Nagyállomás – Széna tér                                         | 13 perc oda, 17 vissza | 04:25–22:52            | |            |            |            |            |            |
| 19                 | Vincellér utca – Sámsoni út                                     | 35 perc oda, 40 vissza | 04:12–23:08            | |            |            |            |            |            |
| 21                 | Nagyállomás – Nyugati Ipari Park                                | 25 perc oda, 27 vissza | 05:15–18:15            | |            |            |            |            |            |
| 22                 | Vincellér utca – Böszörményi út – Egyetem – Vincellér utca      | 55 perc                | 04:58–22:35            | Körjárat – a járatok az István út felől indulnak, a Böszörményi út felől közelítik meg az Egyetemet és a Derék utca felől érkeznek a Vincellér utcára |            |            |            |            |            |
| 22Y                | Vincellér utca –Böszörményi út – Auguszta – Vincellér utca      | 57 perc                | 05:15–21:55            | Körjárat – a járatok az István út felől indulnak, a Böszörményi út felől közelítik meg az Augusztát és a Derék utca felől érkeznek a Vincellér utcára |            |            |            |            |            |
| 23                 | Doberdó utca – Júlia-telep – Doberdó utca                       | 52 perc                | 04:05–22:40            | Körjárat |            |            |            |            |            |
| 23Y                | Doberdó utca – Vámospércsi út                                   | 28 perc oda, 30 vissza | 05:00–22:55            | |            |            |            |            |            |
| 24                 | Vincellér utca – Kassai út – Egyetem – Vincellér utca           | 57 perc                | 05:30–22:30            | Körjárat – a járatok a Derék utca felől indulnak a Kassai út felől közelítik meg az Egyetemet és az István út felől érkeznek a Vincellér utcára       |            |            |            |            |            |
| 24Y                | Vincellér utca – Kassai út – Vincellér utca                     | 58 perc                | 04:52–21:00            | Körjárat – a járatok a Derék utca felől indulnak a Kassai út felől közelítik meg az Augusztát és az István út felől érkeznek a Vincellér utcára       |            |            |            |            |            |
| 25                 | Vincellér utca – Veres Péter utca                               | 29 perc oda, 36 vissza | 04:15–22:33            | |            |            |            |            |            |
| 25Y                | Vincellér utca – Veres Péter utca                               | 36 perc oda, 29 vissza | 04:12–23:03            | |            |            |            |            |            |
| 30                 | Jégcsarnok – Bánk                                               | 45 perc oda, 44 vissza | 03:52–23:12            | |            |            |            |            |            |
| 30A                | Jégcsarnok – Borzán Gáspár utca                                 | 27 perc oda, 27 vissza | 05:00–17:14            | |            |            |            |            |            |
| 30I                | Nagyállomás – Petőfi Sándor Általános Iskola – Bánk             | 25 perc oda, 25 vissza | 06:50–16:20            | |            |            |            |            |            |
| 30N                | Nagyállomás – Bánk                                              | 31 perc oda, 30 vissza | 05:42–06:52            | Tanítási időben a korai zsúfoltság elkerülése érdekében rásegítő járat közlekedik 30N jelzéssel                                                       |            |            |            |            |            |
| 33                 | Segner tér – Kismacs – Nagymacs                                 | 34 perc oda, 36 vissza | 03:56–23:12            | |            |            |            |            |            |
| 34                 | Segner tér – Felsőjózsa                                         | 38 perc oda, 40 vissza | 03:50–23:18            | |            |            |            |            |            |
| 34A                | Segner tér – Felsőjózsa                                         | 23 perc oda, 23 vissza | 04:32–23:04            | |            |            |            |            |            |
| 34R                | Doberdó utca – Felsőjózsa                                       | 23 perc oda, 23 vissza | 04:32–23:04            | |            |            |            |            |            |
| 35                 | Segner tér – Felsőjózsai utca                                   | 33 perc oda, 37 vissza | 04:16–11:55            | |            |            |            |            |            |
| 35A                | Segner tér – Felsőjózsai utca                                   | 23 perc oda, 23 vissza | 04:32–23:04            | |            |            |            |            |            |
| 35R                | Doberdó utca – Felsőjózsai utca                                 | 23 perc oda, 23 vissza | 04:32–23:04            | |            |            |            |            |            |
| 35Y                | Segner tér – Felsőjózsai utca                                   | 37 perc oda, 33 vissza | 12:16–22:50            | |            |            |            |            |            |
| 35YA               | Segner tér – Felsőjózsai utca/center>                           | 23 perc oda, 23 vissza | 04:32–23:04            | |            |            |            |            |            |
| 35YR               | Doberdó utca – Felsőjózsai utca                                 | 23 perc oda, 23 vissza | 04:32–23:04            | |            |            |            |            |            |
| 36                 | Segner tér – Alsójózsai utca                                    | 36 perc oda, 36 vissza | 04:06–23:05            | |            |            |            |            |            |
| 36A                | Segner tér – Alsójózsai utca                                    | 23 perc oda, 23 vissza | 04:32–23:04            | |            |            |            |            |            |
| 36R                | Doberdó utca – Alsójózsai utca                                  | 15 perc oda, 16 vissza | 06:05–06:45            | |            |            |            |            |            |
| 37                 | Nagyállomás – Haláp                                             | 27 perc oda, 27 vissza | 04:10–23:10            | |            |            |            |            |            |
| 39                 | Nagyállomás – Szepes                                            | 18 perc oda, 19 vissza | 04:50–22:40            | |            |            |            |            |            |
| 39X                | Nagyállomás – Szováti elágazás                                  | 8 perc                 | 22:40–22:56            | |            |            |            |            |            |
| 41                 | Vincellér utca – Kinizsi Nyomda                                 | 26 perc oda, 26 vissza | 04:10–22:55            | |            |            |            |            |            |
| 41Y                | Vincellér utca – Borzán Gáspár utca                             | 26 perc oda, 26 vissza | 05:30-17:58            | |            |            |            |            |            |
| 42                 | Nagyállomás – Nyugati Ipari Park                                | 40 perc oda, 40 vissza | 04:40–22:12            | |            |            |            |            |            |
| 43                 | Nagyállomás – Kishatár utca                                     | 34 perc oda, 34 vissza | 04:55–22:40            | |            |            |            |            |            |
| 44                 | Nagyállomás – Ozmán utca – Nagyállomás                          | 26 perc                | 04:28–22:40            | Körjárat |            |            |            |            |            |
| 45                 | Vincellér utca – Vámospércsi út                                 | 29 perc oda, 27 vissza | 04:50-22:05            | |            |            |            |            |            |
| 46                 | Nagyállomás – ITK Zrt.                                          | 20 perc oda, 21 vissza | 04:45-22:50            | |            |            |            |            |            |
| 46H                | Nagyállomás – ITK Zrt. – Határ út                               | 23 perc oda, 23 vissza | 04:32–23:04            | |            |            |            |            |            |
| 46Y                | Nagyállomás – ITK Zrt.                                          | 23 perc oda, 23 vissza | 04:32–23:04            | |            |            |            |            |            |
| 47                 | Nagyállomás – Tégláskerti utca                                  | 12 perc oda, 13 vissza | 04:30–23:00            | |            |            |            |            |            |
| 47Y                | Nagyállomás – Tégláskerti utca                                  | 17 perc oda, 19 vissza | 05:55–18:40            | A 47Y-os buszok az Epreskerti Általános Iskola érintésével közlekednek                                                                                |            |            |            |            |            |
| 48                 | Nagyállomás – Pac                                               | 17 perc oda, 16 vissza | 04:22–23:03            | |            |            |            |            |            |
| 49                 | Segner tér – Déli Ipari Park                                    | 23 perc oda, 25 vissza | 05:05–22:50            | |            |            |            |            |            |
| 49A                | Nagyállomás – Déli Ipari Park                                   | 23 perc oda, 23 vissza | 04:32–23:04            | |            |            |            |            |            |
| 49H                | Déli Ipari Park – Segner tér                                    | 23 perc oda, 23 vissza | 04:32–23:04            | |            |            |            |            |            |
| 125                | Vincellér utca – Vámospércsi út – Veres Péter utca              | 31 perc                | 05:07–22:07            | A 125-ös járatok a Vámospércsi út érintésével közlekednek                                                                                             |            |            |            |            |            |
| 125Y               | Veres Péter utca – Vámospércsi út – Vincellér utca              | 28 perc                | 06:05–21:55            | A 125Y-os járatok a Vámospércsi út érintésével közlekednek                                                                                            |            |            |            |            |            |
| 146                | Nagyállomás – ITK Zrt. – Nagyállomás                            | 37 perc                | 04:15–23:30            | Körjárat |            |            |            |            |            |
| Airport1           | Nagyállomás – Airport Debrecen                                  | 10 perc oda, 11 vissza | 09:25–11:40            | Normál díjszabású |            |            |            |            |            |
| A1                 | Nagyállomás – Auchan Áruház                                     | 33 perc oda, 34 vissza | 08:30–20:15            | Ingyenes járat |            |            |            |            |            |
| Gáspár György-kert | Főnix Csarnok – Gáspárkert utca                                 | 30 perc                | 4:30-19:45             | Külön díjszabású járat |            |            |            |            |            |
| Gyorsjáratok       |                                                                 |                        |                        | |            |            |            |            |            |
| 33E                | Segner tér – Kismacs – Nagymacs                                 | 24 perc oda, 22 vissza | 06:15–14:55            | Gyorsjárat |            |            |            |            |            |
| 35E                | Felsőjózsai utca – Segner tér                                   | 22 perc                | 06:50                  | Gyorsjárat |            |            |            |            |            |
| 36E                | Alsójózsai utca – Segner tér                                    | 23 perc                | 7:00                   | Gyorsjárat |            |            |            |            |            |
| 46E                | Nagyállomás – ITK Zrt.                                          | 16 perc oda, 16 vissza | 04:10–23:30            | Gyorsjárat |            |            |            |            |            |
| 46EY               | Nagyállomás – ITK Zrt.                                          |                        | 23 perc oda, 23 vissza | 04:32–23:04 |            |            |            |            |            |
| 51E                | Doberdó utca – Főnix Csarnok – Doberdó utca                     | 20 perc                | 09:35–17:35            | Gyorsjárat, körjárat |            |            |            |            |            |

| 15G      | Doberdó utca – Inter Tan-Ker Zrt. | 18 perc | Garázsba menő vagy onnan jövő autóbuszok közlekednek rajta                                 |
| 91A      | Pósa utca – Nagyállomás           | 11 perc | Esti szolgálati járatok                                                                    |
| 90Y      | Sámsoni út – Pósa utca            | 48 perc | Hajnali szolgálati járatok                                                                 |
| 91Y      | Nagyállomás – Pósa utca           | 52 perc | Hajnali szolgálati járatok                                                                 |
| Airport2 | Doberdó utca – Airport Debrecen   | 20 perc | A Repülőtérről induláskor (a Doberdó utca felé) bevárja késés esetén az érkező repülőgépet |